# لفظ منكر
اللفظ المُنكَر (النكروتسم) في الاصطلاح الحديث هو اللفظ الذي اختص باستعماله أحد العلماء أو الأدباء دون غيره فلم يدخل في مفردات اللغة.

## وجه التسمية
اللفظُ المنكر عند أهل اللغة أو اللغةُ المنكرة مشتق من من أنكر الشيء أي جهله ولم يعرفه. يطلق على كل لفظ ممات ترك استعماله.
«والمُنكَر منه عند المحدثين الحديث الذي ينفرد بهِ الرجل ولا يتوقَّف متنهُ من غير رواية لا من الوجه الذي رواهُ منهُ ولا من وجهٍ آخر.»—(لسان العرب) والأرجح أن هذا مشتق من قولهم أنكر عليه فعله أي عابه ونهاه. والمنكر في اصطلاح المسلمين هو ضد المعروف.